# Motvarjevci
Motvarjevci (węg. Szécsiszentlászló) – wieś w Słowenii, gmina Moravske Toplice. 1 stycznia 2017 liczyła 140 mieszkańców.